# Ministère des Territoires occupés du Reich
Le ministère des Territoires occupés du Reich (en allemand : Reichsministerium für die besetzten Gebiete) était un ministère du Reich allemand existant de 1923 à 1930. Il était chargé de l'administration des territoires sous contrôle allié des régions de la Rhénanie et de la Ruhr.

## Ministres
- 1923 : Johannes Fuchs, Zentrum : cabinet Stresemann I, cabinet Stresemann II
- 1923-1925 : Anton Höfle, Zentrum : cabinet Marx I, cabinet Marx II
- 1925 : Josef Frenken, Zentrum : cabinet Luther I
- 1925-1926 : Hans Luther, sans étiquette : cabinet Luther I
- 1926-1927 : Johannes Bell, Zentrum : cabinet Marx III
- 1927-1928 : Wilhelm Marx, Zentrum : cabinet Luther II, cabinet Marx IV
- 1928-1929 : Theodor von Guérard, Zentrum : cabinet Müller II
- 1929 : Carl Severing, SPD : cabinet Müller II
- 1929-1930 : Joseph Wirth, Zentrum : cabinet Müller II
- 1930 : Gottfried Treviranus, KVP : cabinet Brüning I

### Secrétaire d'État
- 1923-1930 : Carl Christian Schmid (de), DVP